# إبراهيم المطيري
إبراهيم المطيري، مفكر وكاتب عراقي، امين عام منظمة العمل الإسلامي وعضو الجمعية الوطنية العراقية ويعد من الشخصيات البارزة في الساحة الإسلامية والسياسية العراقية. ويعود إليه فضل إعادة صياغة وترتيب الهيكلية التنظيمية للمنظمة بعد الهجمة الشرسة التي شنها نظام البعث ضد التنظيم وكوادر الحركة الإسلامية عام 1979.

## حياته
ولد بقضاء عين التمر بمحافظة كربلاء سنة 1953، وتلقى تعليمه الحوزوي في العراق على يد سيد ضياء الدين الهاشمي والسيد محمد الطبطبائي ولقد اكمل دراساته الحوزويه في إيران على يد سيد محمد القزويني والشيخ كاظم السباعي.
وتلقى دراساته الثقافية والفكرية والسياسية عند المرجع الديني آية الله العظمى السيد محمد تقي المدرسي. وفي نفس الوقت اكمل دراسته الاكادمية في العراق.
تعرض إلى السجن 3 مرات من قبل النظام البعث الحاكم حين ذاك وتعرض لشتى أنواع التعذيب النفسي والجسدي وفي المرة الثالثة حكم عليه بالإعدام وقبل التنفيذ حيث تغيير نظام الحكم من حقبة البكر إلى حقبة صدام حسين تم الإفراج عنه بموجب قرار عفو عام صدر عن مجلس قيادة الثورة آنذاك، وتم هذا العفو حيث أراد النظام الجديد ان يظهر للعالم مدى التزامة بحقوق الإنسان والحريات.
وبعد إطلاق سراحه لوحق مرة أخرى من قبل النظام الحاكم فقرر ان يذهب متخفيا إلى سوريا عام 1979.
ولقد لوحق من قبل النظام في سوريا مما اضطر للذهب إلى إيران عام 1980.
ولقد استلم في إيران مسؤولية المكتب التنظيمي والمكتب الجماهيري والتنظيم النسوي.
وفي نهاية الثمانينات انتخب اميناً عاماً ورئيس للمكتب السياسي للمنظمة.
وفي بداية التسعينيات أسس منظمة الدفاع عن حقوق الإنسان في العراق.
في سنة 2003 بعد تغيير الحكم في نظام العراق توجه المطيري مع المرجع المدرسي ومجموعة من الكوادر الرسالية وكوكبة من العلماء العراقيين الكبار بينهم: سماحة آية الله السيد عز الدين المحمدي الشيرازي وهو حفيد المرجع الشيعي الأعلى الأسبق السيد ميرزا حسن الشيرازي، والعلامة السيد إبراهيم شبّر، وحجة الإسلام والمسلمين السيد الرضوي الحاج محمد حسن الرضوي - رئيس مكتب سماحة المرجع المدرسي الحسيني في طهران - والحاج السيد مرتضى المحمدي ومحمد الصادق ومجموعة من الرجال المؤمنين يقدر
عددهم بستين شخصا نحو العراق.
تم اختطاف إبراهيم المطيري والمرجع المدرسي والمجموعة المرافقة لهم في منطقة خانقين، القريبة من الحدود مع إيران وذلك في طريق عودتهم إلى مدينة كربلاء على يد مسلحين منظمة مجاهدين خلق الإيرانية (وهي منظمة معارضة للنظام الإيراني). وتمَّ نقللهم إلى نقطة مجهولة.
وقد تمت اتصالات مكثفة قد أجريت مع المبعوث الأميركي لدى المعارضة العراقية زلماي خليل زاده لاطلاعه على خطورة احتجاز أو اختطاف المرجع المدرسي وإبراهيم المطيري، كما ارسلت منظمة العمل الإسلامي برقيات مشابهة لقيادة الجيش الاميركي في قاعدة السيلية في قطر والقيادة الاميركية في الكويت كما اجرى مكتب المرجع المدرسي اتصالا بالسفير الاميركي في البحرين، حيث اكد معرفة مكان احتجاز المرجع المدرسي وإبراهيم المطيري، وتم الإفراج عنهم بعد الضغوط التي واجهتها قوات التحالف في الدول العربية.
واكمل مسيرته السياسية فقد شارك في أول انتخابات حرة في العراق وانتخب عضو في الجمعية الوطنية العراقية التي تم تغيير اسمها في وقت لاحق إلى البرلمان العراقي، ولكن لموقفه المشرف في المواضيع الهامة بمستقبل شعبه تمت محاولات عدة لاغتياله ومنها مفخخة استهدف موكب امين عام منظمة العمل الإسلامي إبراهيم المطيري كان يضم أيضاعضو المكتب السياسي للمنظمة ومرشح قائمة الائتلاف المهندس جعفر محمد، بالإضافة إلى عدد من حراسه. لكن إبراهيم المطيري والوفد المرافق نجى - بحمد الله - من محاولة الاغتيال رغم تدمير السيارة التي كانت تقله.
وعلى الصعيد الاجتماعي أسس إبراهيم المطيري عند وصوله إلى العراق مؤوسسة المصطفى لرعاية الايتام والارامل.
وعلي الصعيد الفكري له العديد من البحوث والدراسات في قضايا مختلفة منها كتابه (مقومات الثورة الإسلامية) والذي يحدد فيه المقومات والشروط اللازمة لقيام الثورة الإسلامية وانتصارها. وأيضا كتابه (في رحاب الوعي) والذي يتحدث فيه عن رؤي الحركة الرسالية والعمل الإسلامي في العراق.
إبراهيم المطيري، مفكر وكاتب عراقي، امين عام منظمة العمل الإسلامي وعضو الجمعية الوطنية العراقية ويعد من الشخصيات البارزة في الساحة الإسلامية والسياسية العراقية. ويعود إليه فضل إعادة صياغة وترتيب الهيكلية التنظيمية للمنظمة بعد الهجمة الشرسة التي شنها نظام البعث ضد التنظيم وكوادر الحركة الإسلامية عام 1979.